# 松浦家 (安大夫)
松浦 家（まつら いえ）は、安土桃山時代の武将、大名。通称の松浦 安大夫（まつら やすだゆう）の名でも知られる。諱は他に宗清、定一、清長とも伝わるが、文書による裏付けはない。松浦秀任は従弟という。

## 経歴
家は寺田生家（又右衛門）の弟。寺田氏は和泉国和泉郡寺田村（大阪府和泉市）に起源を持つとされる。
岸和田城主の松浦光は三好氏や織田氏の下で和泉を統治し、寺田弘家や家の兄の生家ら寺田氏はその重臣を務めた。光没後、家は生家や沼間任世と共に、織田信長を上位権力として和泉の支配を担った。光の生前、「四人之者」と呼ばれる重臣たちが光を補佐しており、家ら3人はそれを引き継ぐものとみられる。
松浦姓を称した経緯について、一説には、主君・松浦肥前守（光）を殺害して松浦氏を名乗るようになったともいう（「泉邦四県石高寺社旧跡幷地侍伝」）。
天正4年（1576年）7月9日、沼間任世・寺田生家と共に、信長により大坂付近の作毛刈取りを命じられている。同月13日の第一次木津川口の戦いに参加して毛利勢と戦い、惨敗して味方の多くは討死するが、生家・家兄弟は生き延びた。
天正6年（1578年）8月14日、佐久間信盛より、信長出陣のために用木・船などを用意するよう生家と共に命じられており、信盛の与力とされていたようである。しかし同8年（1580年）8月の佐久間父子追放の後は、信長直属になったのか、岸和田城主となる蜂屋頼隆の与力になったのかは定かではないが、同9年（1581年）の馬揃えでは、頼隆配下の和泉衆として行進している。
天正10年（1582年）6月の本能寺の変以後は、羽柴秀吉に仕え、馬廻となった。
天正11年（1583年）から13年（1585年）にかけて中村一氏の与力とされ、岸和田城の守備に加わる。この頃、岸和田の代官であったというから、和泉に所領を持っていたようである。同12年（1584年）、小牧の役の際、黒田孝高らの助力を得て、中村一氏の守る岸和田城を救援し、雑賀・根来衆の攻撃を撃退した。翌年に伊勢国井生・川口に移封され、その後、加増され1万石となり、石弓百張を預かったという。
慶長5年（1600年）の関ヶ原の戦いでは西軍に与して安濃津城の戦いに参加。敗戦で改易されて失領。
翌年9月23日、宮部長煕・岸田忠氏・石川貞清と共に陸奥の南部利直に預けられ、その地で病死したというが、『武家閑談』では佐竹義宣に預けられ、義宣が家老を成敗したときに一緒に殺されたという違う話を載せている。